# Coloniile evreiești din Basarabia
Coloniile agricole evreiești din Basarabia (în rusă Еврейские земледельческие колонии Бессарабии) a fost una dintre măsurile de importanță locală promovate de administrația țaristă de-a lungul secolului al XIX-lea de a-i atrage pe evrei, prin crearea coloniilor, în gubernia Basarabiei, cu scopul de a-i deprinde cu diferite activități de muncă – în special cu agricultura.Către 1914, aprox. 42 de mii de oameni locuiau în coloniile agricole evreiești din sudul Imperiului Rus.
Primele colonii evreiești în Basarabia au apărut la mijlocul anilor 1830 – începutul anilor 1840, iar statutul definitiv al acestor colonii a fost confirmat odată cu adoptarea „Regulamentului despre evreii agricultori” din 26 decembrie 1844. Astfel, conform unor date în această perioada în județe Soroca și județul Bălți erau înregistrate 9 colonii evreiești: Alexăndreni (1837), Mărculești (1837), Zgurița (1851), Cârpești (1853) – fondate pe pământurile luate în arendă și Dumbrăveni (1836), Briceva (1836), Valea-lui-Vlad (1836), Vertiujeni (1838) și Lublin (1842), fondate pe pământuri cumpărate.
Către 1857 în Basarabia erau deja 13 colonii evreiești în județele: Hotin (1), Soroca (6), Iași, ulterior Bălți (2), Orhei (2), Chișinău (1) și Bender (1).

## Lista coloniilor
Județul Soroca
- Bricevo (actualmente Briceva, raionul Dondușeni), fondată în 1836 de către 35 de familii pe 289 desetine de teren; în 1878 existau 36 de gospodării; în 1897 erau 1.664 de locuitori, dintre care 1.598, sau 96%, erau evrei; în 1899 erau înscrise 301 de familii; la recensământul din 1930, locuiau deja 2.431 de evrei (89% din populația totală).
- Dumbravenî (acum Dumbrăveni, parte a comunei Vădeni, raionul Soroca) era prima și cea mai mare colonie agricolă din regiune. Fondată în 1836 de 24 de familii pe 1179 desetine de pământ; în 1888 erau 63 familii, în 1899 – 37 familii (1.874 persoane).
- Marculeștî (Starovka, Cot-Marculești, actualmente Mărculești, raionul Florești), colonie fondată în 1837 pe 504 desetine de pământ; în 1897 avea 1.339 de locuitori, dintre care 1.336, sau 99,8% evrei; în 1930, erau 2.337 de evrei (87% din totalul populației).
- Vertiujanî (între 1918-1940 numit Știap, acum Vertiujeni, raionul Florești), înființată în 1838 de către 42 de familii pe 390 desetine de pământ în volostul Văscăuți, în 1885 erau 36 de familii; în 1897, dintr-un total de 1.057 suflete, 1.047 de suflete sau 99% erau evrei; în 1930, se numărau 1.843 de evrei (91% din totalul populației), un sfert dintre aceștia fiind angajați în agricultură și viticultură.
- Lublin (Nemerovka, acum Nimereuca, raionul Soroca), fondată în 1842 pe 528 desetine de pe pământ; în 1856 avea 45 de familii, în 1866 – 75 de familii.
- Capreștî (actuala localitate, Căprești raionul Florești), colonie înființată în 1851 pe 470 desetine de pe pământ; în 1858 avea 33 de familii, în 1899 – 135 de familii; în 1930, erau 1.815 evrei (91% din totalul populației).
- Zgurița (actuala localitate Zgurița din raionul Drochia), ultima colonie evreiască din Basarabia, înființată în 1853 pe 400 desetine de pământ, a pierdut statutul de colonie în 1878 dupa schimbarea proprietarului. În 1899 erau 36 de familii evreiești (1.802 de persoane, 85% din totalul populației); în 1930, se numărau 2.541 de evrei (84% din totalul populației).
- Constantinovca (actualmente Constantinovca, raionul Edineț).
- Maramonovca (acum Maramonovca, raionul Drochia).
- Mereșovca Nouă (de asemenea Tumanovka, în prezent Mereșeuca, raionul Ocnița), colonia era amplasată pe partea stângă a drumului post, de la Otaci spre Hotin, în apropierea satului Gîrbova. În 1859, existau 84 de gospodării și 681 de locuitori (346 bărbați, 335 femei). În prezent, localitatea nu există. Este posibil ca această colonie să fie situată pe teritoriul actualului oraș Frunză, fondat în 1966.
- Teleneștii Noi, o colonie situată în apropierea satului Sloveanca, raionul Sîngerei. În prezent, localitatea nu există.

Județul Orhei
- Nicolaevca-Blagodat (acum Neculăieuca, raionul Orhei).
- Șibca (acum Șipca, raionul Șoldănești).

Județul Chișinău
- Gratieștî și Gulboaca (ambele acum în comuna Grătiești, municipiul Chișinău), sub conducere comună.

Județul Iași (după 1887 – ținutul Bălți)
- Valealui Vlad (actualmente Valea lui Vlad parte a comunei Dumbrăvița, raionul Sîngerei), fondată în 1836 de 70 de familii pe 346 desetine de teren; în 1839 avea 80 de familii, în 1886 — 38 de familii.
- Alexandrenî (acum parte a comunei Alexăndreni, raionul Sîngerei), fondată în 1837 pe 900 de acri de pământ.

Județul Hotin
- Lomacințî (acum Lomacineți, raionul Secureni din regiunea Cernăuți, Ucraina).

Județul Bender (Tighina)
- Romanovca (mai târziu parte a satului Bessarabka, acum Basarabeasca, centru raional al raionului omonim), fondată în 1846, în 1859 avea 86 de familii; în 1897, 1.625 de locuitori, dintre care 1.150, sau 71% – evrei; în 1930, număra 2.026 de evrei (aproximativ 65% din totalul populației), dintre care mulțiocupați în vinificație (inclusiv producția de vin kașrut).

Până în 1940, în numeroase colonii evreiești din Basarabia au funcționat organizațiile sioniste Gordonia și Betar, care pregăteau tinerii evrei pentru strămutare în Palestina.

## Vezi și
- Istoria evreilor din Republica Moldova
- Colonizarea Basarabiei
- Districtele coloniale ale Basarabiei
- Evreii din Principatul Moldovei